# La Face cachée (film)
Pour les articles homonymes, voir La Face cachée.
Pour plus de détails, voir Fiche technique et Distribution.
La Face cachée est un film français réalisé par Bernard Campan, sorti en salle le 19 septembre 2007.

## Synopsis
Après des années de vie commune, François et Isa se sont enfoncés dans une routine qui semble peser sur lui. Mais il se pourrait que la personne qui souffre ne soit pas la plus démonstrative. Après des années de vie commune, ils vont enfin se rencontrer...

## Fiche technique
- Titre : La Face cachée
- Réalisation : Bernard Campan
- Scénario : Bernard Campan
- Société de production : La PanEuropéenne, en association avec Cinémage 1
- Pays d'origine :  France
- Format : couleur - 1,85:1 - Son Dolby numérique
- Genre : comédie dramatique
- Durée : 93 minutes
- Date de sortie : 19 septembre 2007
- Tous publics

## Distribution
- Bernard Campan : François
- Karin Viard : Isabelle
- Jean-Hugues Anglade : Xavier
- Tania Garbarski : Christine
- Olivier Rabourdin : Pierre
- France Bastoen : Babeth
- Liliane Becker : La mère
- Achille Ridolfi

## Autour du film
- Pour son premier scénario en solo, Bernard Campan a été conseillé par le philosophe suisse Alexandre Jollien sur la manière de composer son scénario.

## Musiques additionnelles
Sauf indication contraire ou complémentaire, les informations mentionnées dans cette section proviennent du générique de fin de l'œuvre audiovisuelle présentée ici.
- J'veux du soleil - Au p'tit bonheur
- Prélude n°12, BWV 857 - Johann Sebastian Bach
- Cantate, BWV 857 - Johann Sebastian Bach
- Fugue n°21, BWV 866 - Johann Sebastian Bach
- Live Is Life - Opus
- Quatrième Ballade en Fa Mineur op. 52 - Opus
- True - Gary Kemp
- Novastorm - Darwinian
- Allé Vin Dansé - Yannick Kalfayan & Per Bluitgen Andreasen & Yvon Rosillette